# Siwy Mnich
Siwy Mnich (słow. Pravá veža) – turnia stanowiąca najwybitniejsze wzniesienie Siwej Grani odchodzącej na południowy wschód od wierzchołka Jaworowego Szczytu w słowackich Tatrach Wysokich. Od Siwej Kopki na północnym zachodzie Siwy Mnich oddzielony jest siodłem Siwej Ławki, a od Siwego Mniszka na południowym wschodzie oddziela go Siwa Szczerbina. Na wierzchołek Siwego Mnicha nie wiodą żadne znakowane szlaki turystyczne, jest on dostępny jedynie dla taterników.
Pierwszego turystycznego wejścia letniego na wierzchołek Siwego Mnicha dokonali zapewne Ignacy Król i Mariusz Zaruski, a było to 21 sierpnia 1909 r. Pierwsze wejście zimowe miało miejsce 9 grudnia 1911 roku, a jego autorami byli Gyula Hefty i Gyula Komarnicki.
Nazewnictwo Siwego Mnicha pochodzi od Siwej Grani.